# 特高壓引通線
特高壓連接電纜是連接多個機器設備的高壓電配線。
車載號誌、通訊設備幾乎不使用高電壓，多使用於牽引動力上，以下將以高速鐵路車輛之應用作為案例說明。
本設備為主要佈設在高速鐵路列車車頂的高壓母線，也被稱為“匯流排(bus)連接線”。在日本新幹線列車中，除了新幹線0系電聯車外，所有新幹線列車均有設置本設備。主要目的是盡量減少一列車的單元數，除了可以減少主變壓器之數量及所需的集電弓數量，也能因此降低架空線系統之接觸線的損耗並降低離線率及減少電弧的發生，也能降低行進時的噪音，並將集電弓間以高壓電纜連接，使其並接，部分車輛並設計在集電弓等設備失效情況下，可提供牽引動力轉供功能。
在車廂間的電纜連接之結構主要是採用“直接頭”，但因維修時之拆卸需要較多工序，所以如果所有車廂間都採用此方法，會對維修工序不利，因此部分車廂間則採用“電纜床”接頭，以便於維修時之拆卸。
在最初引入特高壓連接電纜時，所有車廂間都配備了可拆卸的電纜頭，以利於維修作業時便於將各車廂解聯，但不同層級之維修不需要將每一節車廂均解聯，且電纜床之成本較高，僅依據維修次數在適當位置設置，如300系電聯車於初期主要採用電纜床接頭，但於1998年製造之J58-J61編組改採與700系電聯車相同配置，車廂間主要採直接頭，於每4節一單元之連接處採用電纜床接頭之配置。

## 關連項目
- AT饋電方式
- BT饋電方式